# Karl Schwarzschild
Karl Schwarzschild [kárl švárcšild], nemški astronom, fizik in matematik, * 9. oktober 1873, Frankfurt na Majni, Nemčija, † 11. maj 1916, Potsdam, Nemčija.